# Fotel bujany

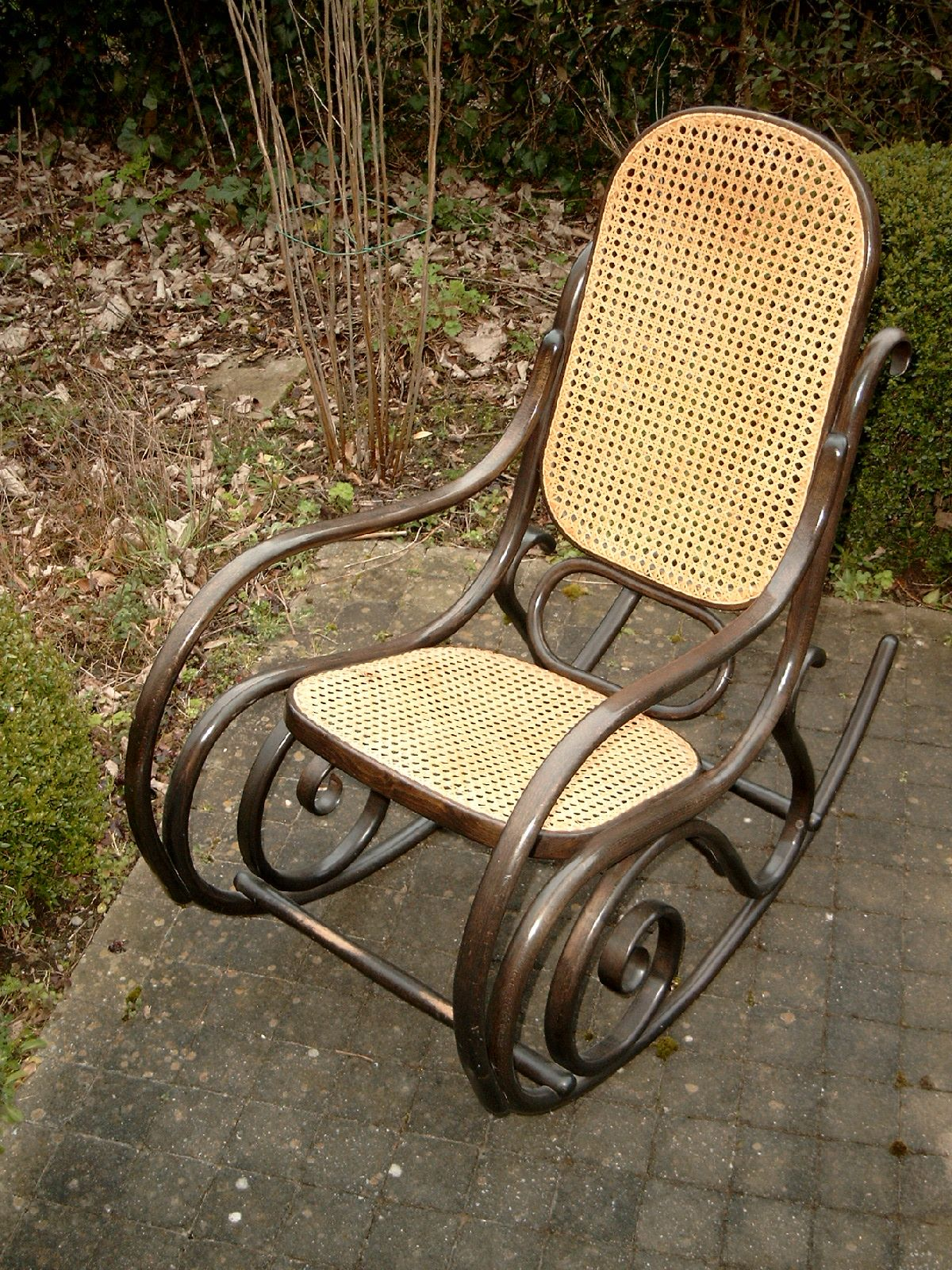
Fotel bujany firmy Thonet z około 1870 roku

Fotel bujany to krzesło stojące na zakrzywionych prowadnicach, na którym można się kołysać. 

## Historia

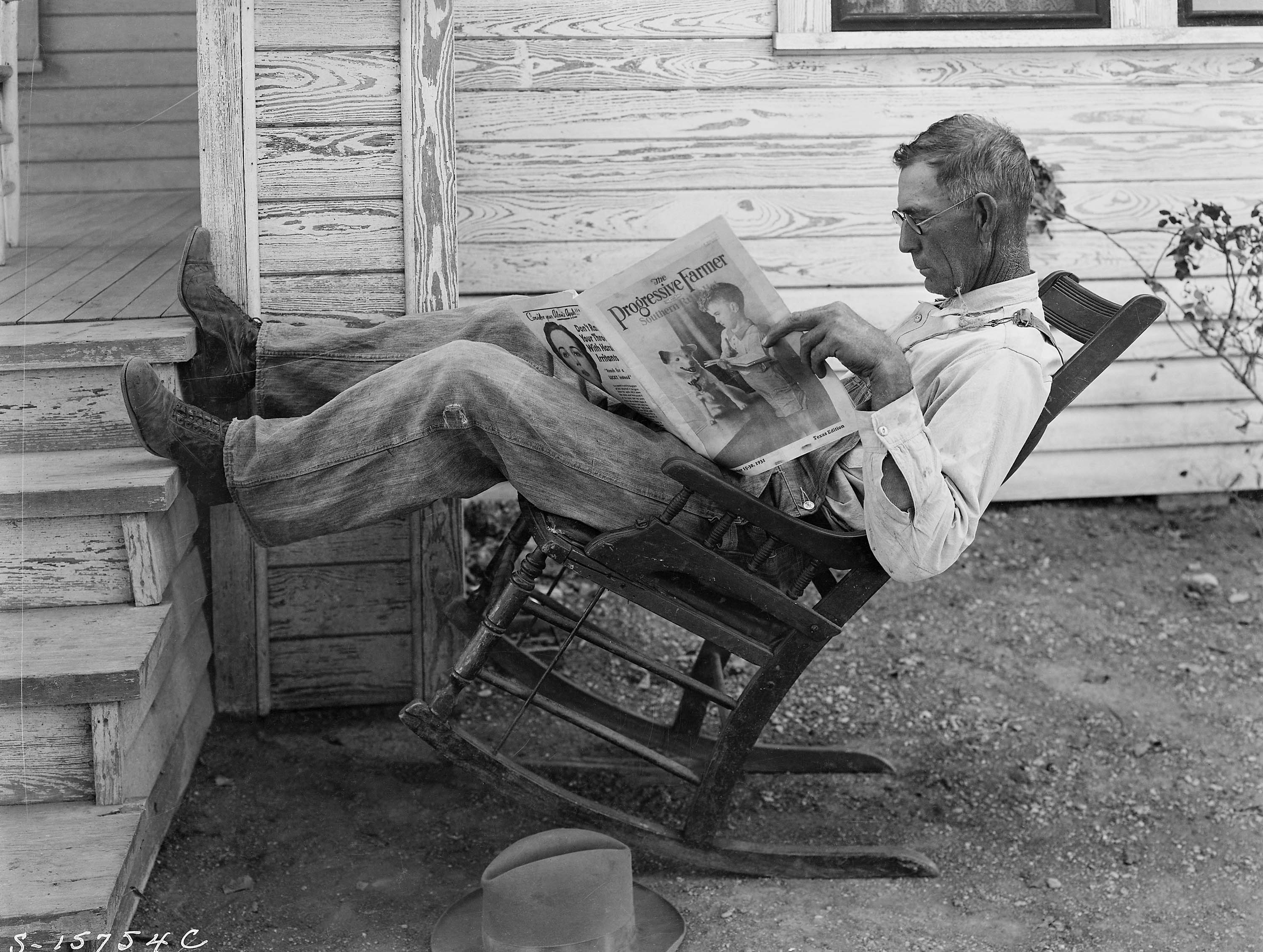
Rolnik na bujanym fotelu (Teksas 1931)

Pierwszy fotel na biegunach został zaprojektowany w 1725 roku Anglii i służył jako mebel ogrodowy. Następnie rozpowszechniły się w Ameryce, stąd wykonanie pierwszego egzemplarza wielu przypisuje Benjaminowi Franklinowi – wynalazcy piorunochronu – lecz mebel ten był już wcześniej znany, a wynalazca jego pozostaje anonimowy.
Pomysł krzesła, na którym można się bujać, wywodzi się od dziecięcych kołysek i koników na biegunach. Na początku mebel ten nie odróżniał się od zwykłego krzesła poza doczepionymi płozami. Z czasem jego wzornictwo się rozwinęło, pojawiło się mnóstwo wzorów i modeli z różnych materiałów.
W Europie fotel bujany upowszechnił się w XIX wieku, za sprawą niemiecko-austriackiego stolarza Michaela Thoneta. Opatentował on przemysłową metodę produkcji mebli z giętego na gorąco drewna, która okazała się doskonała do profilowania biegunów do mebli.
Thonet zaprojektował fotel bujany z giętymi poręczami oraz wyplatanym siedziskiem. Fotel bujany Thoneta pojawił się w produkcji między 1840 a 1850 rokiem; a wśród jego użytkowników znaleźli się m.in. Albert Einstein czy Pablo Picasso. W Ameryce zaś do popularyzacji foteli bujanych przyczyniali się kolejni prezydenci Stanów Zjednoczonych, z których wielu posiadało swój ulubiony model.